# Szent Iréneusz
Iréneusz (ógörögül: Εἰρηναῖος, latinul: Irenaeus) vagy katolikus nevén (Lyoni) Szent Iréneusz, (130 körül, Szmirna – 200 körül, Lugdunum) korai keresztény püspök, apologéta, egyháztanító, Lugdunum (ma Lyon) második püspöke.

## Élete
Pontos születési dátuma ismeretlen, egyes kutatók szerint 115 és 125 között, mások szerint pedig 130 és 142 között.
Ami biztosabb, hogy görög nyelvű szülőktől született Kis-Ázsiában.
Bizonyos, hogy Szmirnában még fiatalon látta és hallotta Polikárp püspököt.
Iréneusz kivándorolt néhány szír kereszténnyel, és 177 körül a Római Birodalom galliai részén telepedett le Lugdunumban, a mai Lyonban. Itt 177-ben, Marcus Aurelius uralma alatt keresztényüldözés tört ki. Ekkor Iréneusz a lyoni közösség papja volt.
A feladata az volt, hogy a bebörtönzött foglyokkal törődjön, akik rajta keresztül tudták tartani a kapcsolatot az egyházközösséggel. 
A város papjai, akik közül sokan a hitükért börtönben voltak, 177-ben vagy 178-ban Rómába küldték egy Eleutherosz pápához írt, a montanizmusról szóló levéllel. Rómában ismerte meg az egyházat fenyegető gnosztikus felfogást. Visszatérése után Lyon első püspöke Photinusz, már vértanúhalált szenvedett, helyére őt választották püspökké.
190-ben vagy 191-ben közbenjárt Viktor pápánál, hogy vonja vissza a kis-ázsiai keresztény közösségekre kiszabott kiközösítési ítéletet, amelyet a húsvét ünneplésével kapcsolatban szabtak ki.
A haláláról a legendákon kívül nincsenek bizonyítékok, általában a 2. század utolsó évtizedét  vagy a 200–203 körüli dátumot tekintik a halála időszakának.
Egy legenda szerint 202-ben, Septimius Severus császár idején császári csapatok vették körül a várost. A keresztényeket elfogták és kivégezték, Iréneuszt pedig olyan súlyosan bántalmazták, hogy belehalt sérüléseibe.

## Munkássága, nézetei
Írásai során előmozdította a Biblia kánonjának, a keresztény hitvallásnak és a püspöki hivatal tekintélyének kidolgozását.
A legismertebb műve Az eretnekség ellen (latinul Adversus Haereses), amelyben alaposan elemzi és cáfolja korának főbb gnosztikus tanait. Akkor ugyanis a katolikus hitre komoly veszélyt jelentett a gnoszticizmus, melynek legismertebb képviselői Markión és Valentinus voltak. Iraeneus velük vitatkozva fejti ki tanításait.
A titkos bölcsességet (gnózis) hirdető gnoszticizmus tanainak ellensúlyozására az ortodoxia három pillérét állította fel: a szent írásokat, az apostoloktól öröklődőnek tartott hagyományt és az apostolok utódainak tanítását. A gnosztikus és markionista dualizmussal szemben a zsidó monoteizmust erősítette meg. Isten immanenciájának és transzcendenciájának egyidejű bizonyítására kidolgozta az „Isten két keze” jellegzetes tanát. A Fiú és a Szentlélek (vagy az Ige és Bölcsesség) által Isten közvetlenül cselekedett a teremtésben, nem közvetítőkön keresztül, és Isten továbbra is ihletben vagy kinyilatkoztatásban cselekszik.
A bibliatudósok gyakran próbálták eldönteni, hogy Iréneusz a Szentháromság „ökonómiai”  vagy „modális” nézetét vallotta-e (hogy Isten egyszer Atyaként, máskor Fiúként, harmadszor Szentlélekként jelent meg), de a „két kéz” tana aligha egyeztethető össze egy ilyen fogalommal. Számára Isten az Ószövetség élő Istene.
A gnosztikusok dualizmusával szemben nagy jelentőséget tulajdonított az általános feltámadás gondolatának, és ragaszkodott a test feltámadásához. Jusztinusszal ellentétben ő arra számított, hogy az emberek és a bukott angyalok általános feltámadása és utolsó ítélete megelőzi a milleniumot.
Justinusszal ellentétben Iréneusz mélyen bibliai és páli nézetű volt a megváltásról szóló tanításában. Híres elmélete szerint Jézus ugyanazt az utat járta be, mint Ádám, csak fordítva. Engedelmességével legyőzte az emberiséget fogva tartó hatalmakat – a bűnt, a halált és az ördögöt. Elmélete alátámasztására azt állította, hogy Jézus az emberi fejlődés minden szakaszát – csecsemőkort, gyermekkort, ifjúságot, érett felnőttkort – megtapasztalta, és mindegyiket az engedelmességével megszentelte.

### Adversus Haereses
Az eretnekség ellen (Adversus Haereses) ímű művet egyik barátja kérésére írta, aki szerette volna megismerni Valentinus gnosztikus rendszerét. Itt a maga nézetéből megismerteti Valentinus gnoszticizmusát, de szembe is állítja vele az egyházi tanítást, majd a gnoszticizmus egész történetét ismerteti Simon Mágustól kezdve. Ezután az egész rendszert cáfolja a Szentírásból, az értelemből s a hagyományból vett érvekkel, a könyv végén pedig a kiliazmust fejtegeti.
Az öt könyvből álló írás egyik lényege, hogy a láthatatlan Isten annyira szereti az emberiséget, hogy emberré lett. Iréneusz párhuzamot von Ádám, az első ember és Krisztus között. A teremtés eredményeképpen szerinte nem egy tökéletes világ jött létre, hanem egy olyan, amelyben az embernek megadatott a lehetőség, hogy állandóan tökéletesítse magát. A bűnbeesés nem véletlenszerű dolog, és nem a Sátán diadala, hanem arra szolgált, hogy letörje Ádám büszkeségét és gőgjét, és a folyamatos önfejlesztésre késztesse. Az Ószövetség kegyetlenkedései ezért a kezdetleges emberi természet velejárói voltak. Jézus szintén ebben a fejlődési folyamatban segíti az emberiséget. Jézus emberré lett, és Isten a saját örökké való életében akarja az emberiséget részesíteni úgy, hogy az ellentmondással teli emberi természetünket ne törje össze. Ez minden képzeletet felülmúló beteljesedés lesz az Istennel való közösségben.

### Más művei
Más műveiből csak elszórt töredékek maradtak fenn; sok közülük valójában csak a későbbi írók említéséből ismert. Ezek a következők:
- egy értekezés a görögök ellen, „A tudás tárgyáról” címmel (Euszebiosz említi);
- egy Florinus nevű római papnak címzett írás "A monarchiáról, avagy Isten nem a gonosz oka" (Eusebiosz);
- egy „Az Ogdoadról” című mű, valószínűleg Valentinus gnosztikus Ogdoad nevű személye ellen, aki áttért a valentinusok csoportjához (töredék Euszebiosznál);
- egy Blastusnak címzett értekezés a szakadárságról (Euszebiosz említi);
- Viktor pápának írt levél Florinus római pap ellen (szír nyelven őrzött töredék);
- egy másik, ugyancsak Viktor pápához írt levél a húsvéti vitákról (részletek Euszebiosznál);
- más, ugyanebben a témában különböző levelezőtársaknak írt levelek (Euszebiosz említi, egy szír nyelven fennmaradt töredék);
- különféle beszédeket tartalmazó könyv, valószínűleg prédikációk gyűjteménye (Euszebiosz);
- más kisebb művek.

### A dogmatika atyja
Bibliai és hellenisztikus gondolkodásmódjának integrálása jelentős hatással volt a következő évszázadokra. 
Iréneuszt a dogmatika egyik atyjának is nevezik. Erre az ad alapot, hogy felismerte: a gnosztikusok tanításával szemben Krisztus tanítása csak úgy védhető meg, illetve adható tovább, ha egységes rendszerbe foglalják. 
Ő állította össze a katolikus egyházban használt szent iratok egyik listáját. (→ Az Újszövetség kanonizációja) Ennek alapjául azokat az írásokat használta föl, amelyeket az általa ismert keresztény közösségekben használtak.

### Egyebek
János evangéliumának egy szakasza  alapján azt állította, hogy Jézus ötven évig élt.
Görögül és kelta nyelven is prédikált, így szerepe volt a gallok megtérítésében.

## Tisztelete
Ünnepe a katolikus egyházban június 28.
2022 elején Ferenc pápa  az egyháztanítók közé iktatta, Doctor Unitatis (Egység Dokotora) titulussal.

## Külső hivatkozások
- Iréneusz: Az eretnekek ellen – I. könyv részleges fordítása (csak elektronikus formátumban)
- Iréneusz: Az eretnekek ellen – II. könyv részleges fordítása (csak elektronikus formátumban)
- Iréneusz: Az eretnekek ellen – III. könyv teljes fordítása (csak elektronikus formátumban)
- Iréneusz: Az eretnekek ellen – IV. könyv teljes fordítása (csak elektronikus formátumban)
- Iréneusz: Az eretnekek ellen – V. könyv teljes fordítása (csak elektronikus formátumban)
- Iréneusz: Az apostoli igehirdetés feltárása teljes fordítása (csak elektronikus formátumban)
- Zubriczky Aladár: Szent Irén lyoni püspök életének chronológiája; Buzárovits Ny., Esztergom, 1903